# Маршит
Маршит — мінерал, йодиста мідь координаційної будови — CuI. Містить (%): Cu — 33,37; I — 66,63.

## Загальний опис
У штучних сполуках Cu може заміщуватись Ag, утворюючи повну серію до AgI.
Сингонія кубічна, гексоктаедричний вид. Кристали тетраедричні, рідше кубооктаедричні. Спайність досконала. Густина 5,68. Тв. 3,0. Безбарвний до блідо-жовтого. Дуже крихкий. Злам раковистий. Блиск алмазний. Риса жовта. Прозорий. Ізотропний. Зустрічається у вигляді нальотів на самородній міді в родовищі Брокен-Гілл (Австралія) і Чукікамата (Чилі). Знаходиться разом з вадом, церуситом, купритом та ін. Рідкісний. За прізв. австрал. мінералога Ч. В. Марша (C.W.Marsh), A.Liversidge, 1892.

## Різновиди
Розрізняють: маршит сріблистий (маршит, який містить до 1,5 % Ag).